# Kohlewirtschaft Kolumbiens
Die Kohlewirtschaft Kolumbiens ist einer der bedeutendsten Wirtschaftszweige des Landes. Kolumbien ist weltweit der drittwichtigste Lieferant für Steinkohle. Der Abbau ist aber auch Ursache von Vertreibung, Mord und Menschenrechtsverletzungen.

## Vorkommen
Im Jahr 2002 gab es in Kolumbien Kohlevorkommen im Umfang von 7,4 Milliarden Tonnen. Diese ließen sich hauptsächlich am Fuße der Anden sowie auf der Halbinsel La Guajira lokalisieren.
In der Nordhälfte Kolumbiens gab es Kohlevorkommen, die auf das Tertiär und die Kreidezeit zurückgehen. Kohle aus der Kreidezeit war z. B. unmittelbar nördlich von Bogotá zu finden. Solche Kohle enthielt wenig Schwefel und Asche und eignete sich zur Produktion von Koks. Kohle aus dem Tertiär fand man an der Grenze zu Venezuela, in El Cerrejón, im äußersten Norden des Landes, an der Nordküste, sowie im Valle del Cauca. Die Kohle dort enthielt ebenfalls wenig Schwefel und Asche und eignete sich ideal zur Verbrennung in Kohlekraftwerken.
Im Jahr 2012 stellte man 5,6 Milliarden Tonnen Kohlevorkommen fest. Im Jahr 1995 hatte Kolumbien, im Vergleich mit allen anderen Ländern Südamerikas, die größten Kohlevorkommen.

### Abbau
Die größten Kohleminen Kolumbiens befinden sich im Norden des Landes, nämlich in den Regionen La Guajira und im Departamento del César. Die Kohlemine El Cerrejón ist die größte Südamerikas. Sie fördert ca. 90 % der kolumbianischen Kohle.
Im Jahr 1981 wurden in Kolumbien vier Millionen Tonnen Kohle, im Jahr 1991 26,5 Mio. t und im Jahr 2006 65,5 Mio. t produziert. Im Jahr 2006 zeichnete Kolumbien für mehr als 80 Prozent der Kohleproduktion von Süd- und Zentralamerika verantwortlich. Im Jahr 2012 produzierte Kolumbien ca. 89 Mio. t.
Von 1980 bis 1991 wuchs die Kohleproduktion Kolumbiens mit einer jährlichen Wachstumsrate von ca. 17,8 % an.
Die ursprünglich stärkere Regierungsbeteiligung am Kohleabbau hat seit dem Jahr 2000 abgenommen. Stattdessen stiegen private Investoren aus Inland und Ausland stärker ins Geschäft ein. So hat der Staat beispielsweise die Anteile des Joint Ventures an El Cerrejón 1995 verkauft und neue Richtlinien für den Kohleabbau erlassen. Der global agierende Rohstoffhändler Glencore mit Sitz in der Schweiz kaufte 2022 den größten Kohletagebau Lateinamerikas „El Cerrejón“ für 101 Millionen USD von den beiden Bergbau-Konzernen BHP Group und Anglo American.

### Inländische Verwendung
1991 war Kohle für 15,7 % der Energieproduktion Kolumbiens verantwortlich. 2012 konsumierte das Land ca. 5 Millionen Tonnen Kohle. Dies entspricht ca. 5,6 % der Produktion.

### Export
Mitte der 1960er Jahre führten die erhöhten Kohleexporte zum Bau privat finanzierter Häfen.
1991 beliefen sich die Kohleexporte Kolumbiens auf 16,1–16,3 Mio. t; gegenüber 1981 ein Anstieg von über 50 %. Damals war Kolumbien somit für 88 % der Kohleexporte Südamerikas verantwortlich. Von 1988 bis 1991 wuchs die exportierte Kohle jährlich um durchschnittlich 16 Prozent.
Zwischen 1999 und 2003 war Kohle, gemessen an der Masse, mit 57 % das Hauptexportgut Kolumbiens.
2021 kommen 5,5 % der deutschen Steinkohleimporte aus Kolumbien, 2022 voraussichtlich 16,3 %, ca. 5,8 Mio. Tonnen.
2022 kündigte Kolumbiens Präsident Iván Duque an, vermehrt Steinkohle nach Deutschland zu exportieren.

## Unfälle
2016 wurden laut der Agencia Nacional de Minería (Nationale Bergbaubehörde, ANM) in Kolumbien 114 Bergwerksunglücke (nicht nur im Kohlebergbau) mit 124 Toten registriert. Januar–Mai 2017 kam es in Kolumbien zu 28 Bergwerksunglücken (drei Fünftel davon in Kohlegruben) mit 23 Toten und 33 Verletzten. Die Anzahl der illegalen Kohlenminen hat in den letzten Jahren zugenommen. Im Juni 2017 wurden in einer „illegalen Kohlegrube“ in Cucunuba durch eine Methangasexplosion mindestens acht Menschen getötet und einer verletzt; fünf wurden vermisst.

## Vertreibung und Morde
Drohungen, Vertreibung, Morde – jahrelang haben paramilitärische Einheiten Platz für den lukrativen Kohleabbau im Nordosten Kolumbiens geschaffen. Zwischen 1996 und 2006 wurden fast 60.000 Menschen vertrieben und 2.600 Menschen ermordet. Profiteure der Menschenrechtsverletzungen sind auch deutsche Energieversorger.
Die billige Energie aus Lateinamerika hat für die Menschen dort einen hohen Preis: Viele wurden in der Provinz Cesar für den Kohleabbau vertrieben, verschleppt oder sogar misshandelt und getötet. Minenkonzerne sollen Paramilitärs damit beauftragt haben. Im Zusammenspiel mit Grundbesitzern und korrupten Regierungsbeamten sollen sie so an große Grundstücke in den heutigen Kohlegebieten gekommen sein. Die Nichtregierungsorganisation Pax schreibt in einem Bericht von mehr als 2.500 gezielten Ermordungen und fast 60.000 Vertriebenen.
Gleichzeitig sieht sich Kolumbien 2021 auf der Anklagebank des nicht-staatlichen Schiedsgerichts ICSID der Weltbank dem Vorwurf ausgesetzt, das Investitionsschutzabkommen zwischen Kolumbien und der Schweiz nicht einzuhalten. Der Schweizer Bergbaukonzern Glencore verklagt Kolumbien dahingehend. 2017 hatte das kolumbianische Verfassungsgericht angeordnet, die laufenden Arbeiten zur Umleitung eines Flusses, die zur Intensivierung des Tagebaus angefangen worden waren, zum Schutz von Mensch und Umwelt einzustellen: Bei der vorherigen Genehmigung des intensivierten Kohleabbaus seien gewichtige soziale und ökologische Auswirkungen auf die Rechte der lokalen Gemeinschaften nicht berücksichtigt worden.